# フールズ・ゴールド/史上最大の金塊強奪事件
『フールズ・ゴールド/史上最大の金塊強奪事件』（しじょうさいだいのきんかいごうだつじけん、原題：Fool's Gold: The Story of the Brink's-Mat Robbery）は、1992年のイギリスのテレビ映画。監督はテリー・ウィンザー、出演はショーン・ビーンなど。1983年にイギリスで実際に起こったブリンクス・マット強盗事件を基にした作品。
日本ではエイチ・アール・エス フナイから上記の邦題でVHSが発売された他、NHKやミステリチャンネルで『消えた金塊～ブリンクス・マット強奪事件』の邦題でテレビ放送された。

## あらすじ
ミッキー・マカヴォイとその仲間たちが、空港近くに位置する警備会社の保安倉庫に侵入し現金の強奪を目論む。
警備員を脅し、金庫を次々と開けさせていく中で、彼らは3トンにも及ぶ金塊を発見するのだった。

## キャスト
| 役名                 | 俳優                       | 日本語吹き替え | 日本語吹き替え |
| 役名                 | 俳優                       | VHS版          | NHK版          |
| -------------------- | -------------------------- | -------------- | -------------- |
| ミッキー・マカヴォイ | ショーン・ビーン           | 大滝進矢       | 磯部勉         |
| ジミー・キンプトン   | トレヴァー・バイフィールド | 西村知道       | 樋浦勉         |
| ケニー・ノイ         | ラリー・ラム               | 長島雄一       | 前田昌明       |
| ブラザー             | ジョージ・ジャッコス       | 田中正彦       | 原康義         |
| ジャッキー           | シャロン・メイデン         | 渡辺美佐       | 篠倉伸子       |
| バーニー             | スティーブン・フロスト     | 広瀬正志       | 富田耕生       |
| ロビンソン           | ブライアン・クロウチャー   | 宝亀克寿       | 田中信夫       |
| トニー・ブラック     | デヴィッド・カーディ       | 星野充昭       | 安原義人       |
| コールズ             | ロブ・スペンドラブ         | 中田和宏       |                |

- NHK版：初回放送 1993年2月27日『土曜ドラマ』[1]